# Sếu Mỹ
Sếu Mỹ (danh pháp hai phần: Grus americana) là một loài chim thuộc họ Sếu (Gruidae). Sếu Mỹ phân bố ở châu Mỹ. Đến thời điểm 2011, còn khoảng 437 con trong hoang dã và 165 con nuôi nhốt. Sếu Mỹ có lông màu trắng với màu đỏ và mỏ nhỏ, tối và dài. Con non có màu nâu vàng. Loài này cao 1,5 mét và có sải cánh 2,3 m. Loài này sống thọ 22-34 năm. Con trống nặng trung bình 7,3 kg (16 lb), còn con mái nặng trung bình 6,2 kg (14 lb) (Erickson, 1976). Thân dài khoảng 132 cm (52 in).

## Chế độ dinh dưỡng

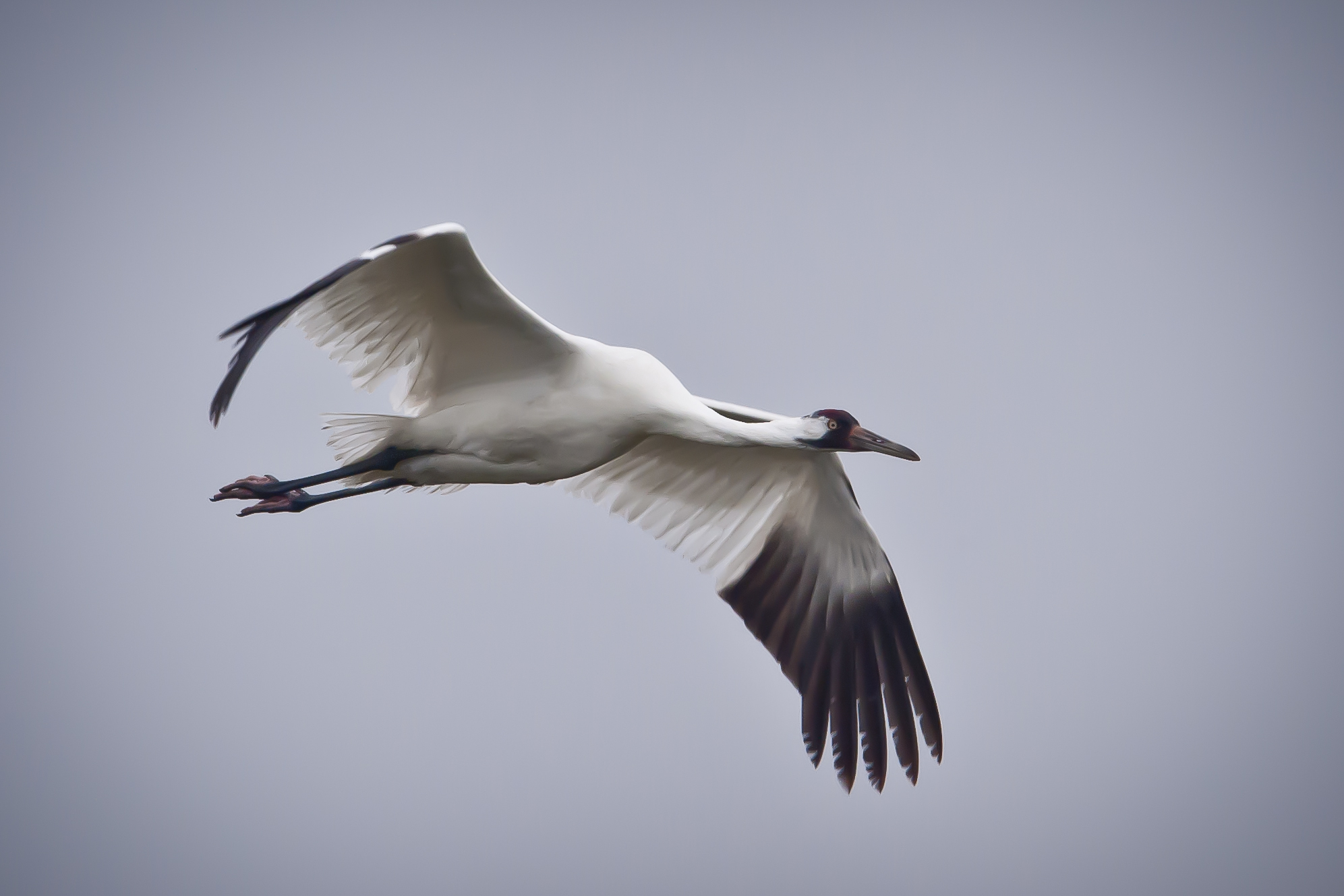
Sếu Mỹ đang bay

Loài sếu này mò thức ăn trong khi đi bộ trong vùng nước nông trong các cánh đồng hoặc khu nước nông, đôi khi dò thức ăn bằng mỏ. Là loài ăn tạp và nghiêng nhiều hơn một chút về thức ăn động vật hơn so với hầu hết các loài sếu khác. Ở khu vực trú đông của chúng ở Texas, loài này ăn nhiều loài khác nhau giáp xác, nhuyễn thể, cá (chẳng hạn như lươn), quả mọng, loài bò sát nhỏ và thực vật thủy sinh. Thực phẩm tiềm năng của giống loài chim trong mùa hè bao gồm ếch, động vật gặm nhấm nhỏ, chim nhỏ hơn, cá, côn trùng thủy sinh, tôm càng, ngao, ốc, thủy sản củ, quả. Ngũ cốc thải, bao gồm mì, lúa mạch, ngô, là một thực phẩm quan trọng đối với loài sếu di cư.